# 紀元前576年
紀元前576年（きげんぜん576ねん）は、西暦（ローマ暦）による年。紀元前1世紀の共和政ローマ末期以降の古代ローマにおいては、ローマ建国紀元178年として知られていた。紀年法として西暦（キリスト紀元）がヨーロッパで広く普及した中世時代初期以降、この年は紀元前576年と表記されるのが一般的となった。

## 他の紀年法
- 干支 : 乙酉
- 日本
  - 皇紀85年
  - 綏靖天皇6年
- 中国
  - 周 - 簡王10年
  - 魯 - 成公15年
  - 斉 - 霊公6年
  - 晋 - 厲公5年
  - 秦 - 景公元年
  - 楚 - 共王15年
  - 宋 - 共公13年
  - 衛 - 献公元年
  - 陳 - 成公23年
  - 蔡 - 景侯16年
  - 曹 - 成公2年
  - 鄭 - 成公9年
  - 燕 - 昭公11年
  - 呉 - 寿夢10年
- 朝鮮
  - 檀紀1758年
- ユダヤ暦 : 3185年 - 3186年

## できごと

### 中国
- 晋の厲公・魯の成公・衛の献公・鄭の成公・曹の成公・宋の世子成・斉の国佐らが戚で会合し同盟した。
- 晋が曹の成公を捕らえて、洛陽に送った。
- 楚が鄭に侵入して暴隧にいたり、衛に侵入して首止に及んだ。
- 鄭の子罕（公子喜）が楚に侵入して新石を奪った。
- 宋の蕩沢（子山）が公子肥を殺害した。華元が晋に亡命した。魚石がこれを引き止め、蕩沢処断の要求を魚石が認めると、華元は帰国した。宋の華喜と公孫師が蕩氏を攻め、蕩沢を殺害した。魚石は楚に亡命した。
- 晋の士燮・斉の高無咎・魯の叔孫僑如・宋の華元・衛の孫林父、鄭の公子鰌らが呉と鍾離で会合した。
- 許が葉に国を遷した。

## 死去
- 仲嬰斉
- 共公 - 宋の君主